# العلاقات التركية الموريتانية
العلاقات التركية الموريتانية هي العلاقات الثنائية التي تجمع بين تركيا وموريتانيا.

## مقارنة بين البلدين
هذه مقارنة عامة ومرجعية للدولتين:
| وجه المقارنة                                              | تركيا         | موريتانيا                 |
| --------------------------------------------------------- | ------------- | ------------------------- |
| المساحة (كم2)                                             | 783.56 ألف    | 1.03 مليون                |
| عدد السكان (نسمة)                                         | 80.14 مليون   | 4.42 مليون                |
| الكثافة السكانية (ن./كم²)                                 | 102.28        | 4.29                      |
| العاصمة                                                   | أنقرة         | نواكشوط                   |
| اللغة الرسمية                                             | اللغة التركية | اللغة العربية، لغة فرنسية |
| العملة                                                    | ليرة تركية    | أوقية موريتانية، أوقية ‏   |
| الناتج المحلي الإجمالي (بليون دولار)                      | 851.10 مليار  | 5.02 مليار                |
| الناتج المحلي الإجمالي (تعادل القوة الشرائية) بليون دولار | 1.57 تريليون  |                           |
| الناتج المحلي الإجمالي الاسمي للفرد دولار أمريكي          | 9.12 ألف      |                           |
| الناتج المحلي الإجمالي للفرد دولار أمريكي                 | 19.79 ألف     | 3.91 ألف                  |
| مؤشر التنمية البشرية                                      | 0.761         | 0.506                     |
| رمز المكالمات الدولي                                      | +90           | +222                      |
| رمز الإنترنت                                              | .tr           | .mr                       |
| المنطقة الزمنية                                           | ت ع م+03:00   | 00                        |

## منظمات دولية مشتركة
يشترك البلدان في عضوية مجموعة من المنظمات الدولية، منها:
| علم المنظمة | اسم المنظمة                               | تاريخ انضمام تركيا | تاريخ انضمام موريتانيا |
| ----------- | ----------------------------------------- | ------------------ | ---------------------- |
|             | مؤسسة التنمية الدولية                     | 22 ديسمبر 1960     | 10 سبتمبر 1963         |
|             | يونسكو                                    | 4 نوفمبر 1946      | 10 يناير 1962          |
|             | وكالة ضمان الاستثمار متعدد الأطراف        | 3 يونيو 1988       | 8 سبتمبر 1992          |
|             | الأمم المتحدة                             | 24 أكتوبر 1945     | 27 أكتوبر 1961         |
|             | الاتحاد البريدي العالمي                   | ?                  | ?                      |
|             | البنك الدولي للإنشاء والتعمير             | 11 مارس 1947       | 10 سبتمبر 1963         |
|             | منظمة التعاون الإسلامي                    | 25 سبتمبر 1969     | ?                      |
|             | منظمة حظر الأسلحة الكيميائية              | ?                  | ?                      |
|             | الاتحاد الدولي للاتصالات                  | 1866               | 18 أبريل 1962          |
|             | مؤسسة التمويل الدولية                     | 19 ديسمبر 1956     | 29 ديسمبر 1967         |
|             | المركز الدولي لتسوية المنازعات الاستشارية | 2 أبريل 1989       | 14 أكتوبر 1966         |
|             | منظمة التجارة العالمية                    | 26 مارس 1995       | 31 مايو 1995           |
|             | منظمة الشرطة الجنائية الدولية             | ?                  | ?                      |
|             | البنك الإفريقي للتنمية                    | ?                  | ?                      |

## وصلات خارجية
- موقع وزارة الخارجية التركية